# Symfonie nr. 4 (Edwards)
Ross Edwards componeerde zijn Symfonie nr. 4 Star Chant in 2001.

## Geschiedenis
De symfonie kwam tot stand, door gewoon naar de hemel en het daarbij behorende firmament te kijken. Daarbij werd de componist geholpen door astronoom Fred Watson en een nachtelijk bezoek aan de uitgestrekte leegten van Queensland. Watson tekende een hemelkaart waarom Edwards en andere aanwezigen de sterren konden terugvinden.

## Muziek
De muziek begint met een knorrende contrafagot even later opgevolgd door de “normale” fagot. Vlak daarop begint het koor met hun gezang, dat bijna het gehele werk doorgaat. Zij zingen de namen van de sterren die in de muziek tot klank worden gebracht.Daarbij kan de muziek zeer helder klinken bij een heldere ster, maar ook bijvoorbeeld diffuus bij een ster die niet zo helder schijnt of daarvoor te weg staat. De namen die worden gezongen zijn niet alleen Engelstalig, doch ook de Aboriginesnaam wordt gezonden. Tussen Alioth en Sigma Octantis uit Octant komt een aantal sterren voorbij waaronder Proxima Centauri, die geen Aboriginesnaam heeft. Hij is te zwak om met het blote oog te zien, de muziek klinkt ter plekke dan ook erg wazig. De muziek vertoont grote gelijkenis met zijn eerste symfonie; gedragen en traag.

## Orkestratie
- koor bestaande uit sopranen, alten, tenoren en baritons
- 3 dwarsfluiten; 3 hobos; 3 klarinetten; 3 fagotten;
- 4 hoorn; 3 trompetten; 3 trombones;
- pauken; 3x percussie waaronder glockenspiel; harp; 2 piano (ook vooraf opgenomen);
- strijkers

## Vergelijking
Er zijn andere werken over het firmament geschreven:
- John Cage componeerde  Atlas Eclipticalis, waarin Cage voornamelijk de leegte weergeeft; onvergelijkbaar met deze vierde symfonie
- Gustav Holst componeerde The Planets, vergelijkbaar met dit werk, vooral het deel Neptunus.

## Bron en discografie
- Uitgave ABC Classics: Adelaide Symphony Orchestra met koor o.l.v. Richard Mills; (bron)